# Chrysopa steinbachi
Chrysopa steinbachi är en insektsart som beskrevs av Navás 1925. Chrysopa steinbachi ingår i släktet Chrysopa och familjen guldögonsländor. Inga underarter finns listade i Catalogue of Life.